# Жага смерті (фільм, 2018)
Жага смерті (англ. Death Wish) — американський кримінальний фільм 2018 року режисера Елая Рота. Ремейк однойменного фільму Майкла Віннера 1974 року.. Прем'єра в США відбулася 2 березня 2018 року.

## Сюжет
Пол Керсі — успішний хірург, який живе в Чикаго разом із дружиною Люсі та дочкою Джордан. Одного вечора сім'я вечеряє в ресторані з братом Пола, Френком. Паркувальник ресторану Мігель таємно записує їхню домашню адресу з екрану навігаційної системи авто. Незабаром Пола викликають до лікарні, а Люсі з Джордан повертаються додому. Поки Пол був відсутнім троє озброєних злочинців вдираються до їхнього будинку. Мати й дочка намагаються чинити опір, через що злочинці відкривають вогонь. Люсі гине, а Джордан впадає в кому.
Розслідування справи доручають детективу Кевіну Рейнсу. Пол, розчарований бездіяльністю поліції, розмірковує над купівлею зброї. Одного дня до лікарні, де він працює, привозять пораненого гангстера, з кишені якого випадає пістолет. Пол таємно забирає його та починає практикувати стрільбу. Незабаром він застосовує цю зброю, щоб зупинити викрадення автомобіля. Відео інциденту швидко стає вірусним у соцмережах, а Пола прозивають «Жнецем».
Пізніше Пол лікує хлопчика, якого побили за відмову продавати наркотики. Обурений Пол відкрито вбиває наркоторговця посеред білого дня, викликавши ще більше уваги до його діяльності.
Одного разу до лікарні потрапляє непритомний Мігель, на зап'ясті якого Пол помічає свій викрадений годинник. Він дістає телефон Мігеля та знаходить у ньому контакт власника магазину, який скуповує крадені речі. Пол вирушає туди, де його впізнає продавець і викликає на допомогу знайомого бандита, однак, коли той намагається застрелити Пола, випадково вбиває продавця. Пол розправляється з бандитом і дізнається ім'я ще одного злочинця — Джо.
Керсі знаходить Джо в автомайстерні, катує його та змушує зізнатися, що головний винуватець нападу на його сім'ю — бандит Нокс. Після цього Пол убиває Джо. Тим часом детективи приходять до будинку Пола для розмови, але той встигає знищити докази, що можуть його викрити.
Згодом Нокс телефонує Полу та призначає зустріч у нічному клубі. Там між ними відбувається перестрілка, у якій обидва отримують поранення, але Полу вдається втекти. Поранений Нокс звертається до поліції та дає їм опис Керсі.
Повернувшись додому, Пол дізнається, що Джордан вийшла з коми. Через тиждень він забирає її з лікарні та, щоб захистити родину, легально купує нову зброю. У цей час Нокс готує напад на його будинок. Помітивши невідомого, який пробирається на територію, Пол наказує дочці сховатися та викликати поліцію. Коли бандити вдираються до будинку, Пол убиває їх. Під час перестрілки Нокс ранить Пола, але той дістає приховану гвинтівку й убиває бандита.
Поліція прибуває на місце подій. Детектив Рейнс підозрює, що Керсі і є «Жнецем», однак не викриває його, натякнувши, що вважає справу закритою.
Кілька місяців потому Пол відвозить Джордан до Нью-Йорка на навчання. Перед тим, як попрощатися, він помічає чоловіка, який краде валізу у носія в готелі. Пол окликає його та, наставляє на нього пальці у жесті, що нагадує пістолет.

## У ролях
- Брюс Вілліс — Пол Керсі
- Вінсент Д'Онофріо — Френк Керсі, молодший брат Пола
- Дін Норріс — детектив Рейнс
- Кімберлі Еліз — детектив Джексон
- Майк Еппс — доктор Кріс Салгадо
- Елізабет Шу — Люсі Керсі
- Каміла Мороне — Джордан Керсі
- Ронні Джин Блевінс — Джой
- Бо Кнапп — Нокс
- Кан'єхтіо Горн
- Трой Ківісто — Агент ФБР (сам)
- Джек Кьосі — Фіш

## Українськомовне дублювання
Українськомовне дублювання створено у 2018 році на студії Tretyakoff Production / Cinema Sound Production на замовлення компанії MMD.